# Aleksandra Hanowerska (1882–1963)
Aleksandra Ludwika Maria Olga Elżbieta Teresa Vera (ur. 29 września 1882 w Schloss Ort w Gmunden, zm. 30 sierpnia 1963 w zamku w Glücksburg (Ostsee)) – księżniczka Hanoweru i Cumberland, Wielkiej Brytanii i Irlandii, księżna Brunswick-Lüneburg, wielka księżna Meklemburgii i Schwerinu.
Aleksandra była trzecim dzieckiem Ernesta Augusta, księcia Hanoweru, i jego żony Thyry, księżniczki duńskiej, najmłodszej córki Chrystiana IX, króla Danii, i Luizy Hessen-Kassel. Aleksandra była potomkinią Jerzego III Hanowerskiego, króla Wielkiej Brytanii, i jego żony Charlotty Mecklenburg-Strelitz.

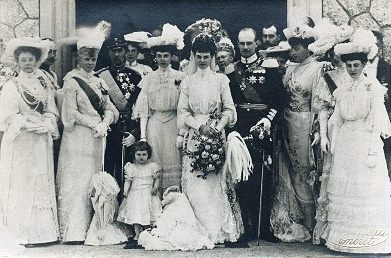
Ślub księżniczki Aleksandry

7 czerwca 1904 w Gmunden wyszła za mąż za Fryderyka Franciszka IV, wielkiego księcia Meklemburgii i Schwerinu, syna Fryderyka Franciszka III i jego żony Anastazji, wielkiej księżnej Rosji. Ze związku tego pochodziło pięcioro dzieci:
- Fryderyk Franciszek, wielki książę Meklemburgii i Schwerinu (22 kwietnia 1910 – 31 lipca 2001),
- Krystian Ludwik (29 września 1912 – 1996),
- Olga (1916 – 1917),
- Thyra (18 czerwca 1919 – 27 września 1981),
- Anastazja (11 listopada 1923 – 25 stycznia 1979).